# Мері Маколей
Мері Маколей (27 січня 1865 — 19 липня 1944) — операторка телеграфу та членом профспілки, яка стала міжнародною віце-президенткою Союзу комерційних телеграфістів Америки у 1919 році. Вона була першою жінкою-телеграфісткою, яка займала національну виборну посаду в профспілці.

## Участь у профспілках телеграфістів і суфражистському русі
Приблизно в 1880 році вона почала працювати комерційною операторкою у Western Union. Вона приєдналася до профспілки телеграфістів Братства телеграфістів, яка була пов'язана з Лицарями праці. В 1883 році вона приєдналася до їхнього страйку проти Western Union. Коли страйк закінчився невдало, вона залишила Western Union і почала працювати прес-операторкою в Амстердамі, Нью-Йорк, куди надсилала та отримувала прес-повідомлення. Це був початок довгої кар'єри прес-телеграфістки; згодом вона працювала в Rochester Post Express у Рочестері, Нью-Йорк, у Buffalo Evening News у Буффало, Нью-Йорк, і в United Press Association в офісі Lockport Union Sun у Локпорті, Нью-Йорк. Перебуваючи в Локпорті, вона була обрана віце-президенткою місцевого 41 Союзу комерційних телеграфістів Америки.
Маколей була першою прихильницею руху за жіноче виборче право; під час роботи в Рочестері вона також працювала секретаркою Сьюзен Б. Ентоні.

## 1919 страйк і обрання міжнародною віце-президенткою
У червні 1919 року Союз комерційних телеграфістів Америки оголосив страйк проти Western Union після того, як телеграфна компанія звільнила кількох телеграфістів за приналежність до профспілки. Проте страйк був невдалим; після того, як президент профспілки С. Дж. Коненкамп пішов у відставку, було обрано новий склад лідерів, у тому числі Мері Маколей, яка стала міжнародною віце-президенткою. Однією з її перших дій було створення фонду захисту страйкарів, заарештованих в Оклахома-Сіті, штат Оклахома. У наступному році федеральні звинувачення проти страйкарів були зняті. Вона працювала міжнародною віце-президенткою до 1921 року.

## Подальше життя і вихід на пенсію
У 1927 році вона звільнилася з роботи телеграфістки газети Lockport Union Sun і повернулася до Леруа, Нью-Йорк. Тут вона була активним членом католицької церкви Святого Петра і залишила церкві у своєму заповіті весь свій маєток.

## Подальше читання
- Ulriksson, Vidkunn (1953). The Telegraphers: Their Craft and Their Unions. Washington, D.C.: Public Affairs Press.